# Newsqueak
Newsqueak — мова програмування конкурентних обчислень для написання прикладного програмного забезпечення з інтерактивними графічними інтерфейсами користувача.
Синтаксис та семантика Newsqueak визначені під впливом мови С, підхід до паралелізму базується на роботах Тоні Гоара та механізмах послідовних процесів (CSP).
Newsqueak був розроблений на основі більш ранньої розробки, що називається Squeak (не плутати з реалізацією Smalltalk Squeak). Вона була розроблена Лука Карделлі та Робом Пайком у Bell Labs у першій половині 1980-х років як мова для реалізації графічних користувацьких інтерфейсів. Обидві мови були представлені як «мова для спілкування з мишами»: їх основна мета полягала в моделюванні паралельного характеру програм, що взаємодіють з кількома пристроями введення, тобто клавіатурами та мишами.
Ідеї, що містяться в Newsqueak, були додатково розвинені у мовах програмування Alef, Limbo і Go.